# برايان فولر
برايان فولر (بالإنجليزية: Brian Fowler) هو دراج نيوزيلندي، ولد في 13 سبتمبر 1962 في كرايستشرش في نيوزيلندا.

## وصلات خارجية
- برايان فولر على موقع أرشيف الدراجات (الإنجليزية)
- برايان فولر على موقع إحصائيات الدراجات الإحترافية (الإنجليزية)
- برايان فولر على موقع أوليمبيديا (الإنجليزية)
- برايان فولر على موقع اللجنة الأولمبية النيوزيلندية (الإنجليزية)